# Another Side (Corbin Bleu)
Another Side è il primo album realizzato dal cantante pop statunitense Corbin Bleu, pubblicato nel 2007.

## Il disco
È stato pubblicato dalla Hollywood Records il 1º maggio 2007. Il primo singolo tratto dall'album, Push It to the Limit, è stato registrato e utilizzato come colonna sonora del film Jump In!. Bleu ha dichiarato che il lavoro ha un sapore "pop-R & B". L'album ha debuttato al numero 36 della Billboard 200, vendendo circa 18 000 copie nella prima settimana.
Il cantante ha supportato il suo album di debutto da solista effettuando un tour estivo con lo spettacolo di apertura da parte di Mitchel Musso, e con l'apertura dei concerti nel tour estivo di Vanessa Hudgens "State & County Fair" del 2008. Bleu aveva reinterpretato due canzoni, She Coul Be, originariamente cantata da Christian Bautista, e Still There for Me cantata nella versione originale da Nick Carter. Come singoli, Push It to the Limit raggiunse la quattordicesima posizione della Billboard Hot 100, mentre Deal with It arrivò alla posizione numero 112 sul Bubbling Under Hot 100 Singles e al numero 87 sulla tabella delle Pop Songs.

## Tracce
1. Deal with It (Remee, Jay Sean, Joe Belmatti, Mich Hansen) – 3:04
2. Stop (feat. JKing) (Lambert Waldrip, Drew Jordan) – 3:24
3. Roll with You (David Kopatz, Hansen, Belmaati) – 2:59
4. She Could Be (Andrew Fromm, Christopher Rojas, Arnie Roman) – 3:26
5. I Get Lonely (Shaffer Smith, Melvin Spankman, Marcus Allen) – 3:35
6. We Come to Party (Matthew Gerrard, Robbie Nevil, C. Bleu) – 3:04
7. Mixed Up (Bleu, Damon Sharpe, Greg Lawson, Brian Wayy) – 2:54
8. Still There for Me (feat. Vanessa Hudgens) (Gerrard, Nick Carter, Bridget Benenate) – 3:39
9. Marchin' (Sharpe, Lawson, Jonas Jeberg, Simon Brenting) – 3:02
10. Never Met a Girl like You (Gerrard, Nevil, Bleu) – 3:40
11. Homework (feat. JKing) (Steven Durham, Dalevertis Hurd, Bleu, Jaime King, Jr.) – 2:58
12. Push It to the Limit (Gerrard, Nevil) – 3:14

### Bonus Tracks
1. If She Says Yeah (Gerrard, Nevil, Bleu) – 3:57
2. Shake It Off (David Kopatz, Hansen, Belmaati) – 4:06

## Deal With It
La canzone Deal with It è stata dapprima scritta e cantata da Jay Sean, che all'inizio intendeva proporla come singolo da estrarre dal suo secondo album My Own Way del 2008. In seguito ha ceduto il brano a Corbin Bleu, la cui versione della canzone presenta i cori di sottofondo di Jay Sean. Con questa canzone Sean ha guadagnato un riconoscimento Broadcast Music Incorporated in qualità di compositore e successivamente il pezzo è stato ripreso in versione strumentale nella canzone del 2009 Juliette del gruppo sudcoreano SHINee.

## Grafici
| Grafici            | picco posizione | Vendite  |
| ------------------ | --------------- | -------- |
| U.S. Billboard 200 | 36              | 120,000+ |